# CDA Navalcarnero
Club Deportivo Artístico Navalcarnero – hiszpański klub piłkarski, grający w Tercera División, mający siedzibę w mieście Navalcarnero.

## Sezony
| Sezon   | Liga            | Miejsce | Puchar Króla |
| ------- | --------------- | ------- | ------------ |
| 1961/62 | 3ª Categoría    | 5.      |              |
| 1962/63 | 3ª Categoría    | 3.      |              |
| 1963/64 | 2ª Categoría    | 14.     |              |
| 1964/65 | 2ª Categoría    | 17.     |              |
| 1965/66 | 2ª Categoría    | 5.      |              |
| 1966/67 | 2ª Categoría    | 6.      |              |
| 1967/68 | 2ª Categoría    | 13.     |              |
| 1968/69 | 2ª Categoría    | 7.      |              |
| 1969/70 | 2ª Categoría    | 20.     |              |
| 1970/71 | 3ª Categoría    | 14.     |              |
| 1973/74 | 3ª Categoría    | 9.      |              |
| 1974/75 | 3ª Categ. Pref. | 2.      |              |
| 1975/76 | 2ª Categoría    | 9.      |              |
| 1976/77 | 2ª Categoría    | 16.     |              |
| 1977/78 | 2ª Categoría    | 4.      |              |
| 1978/79 | 2ª Categoría    | 3.      |              |
| 1979/80 | 1ª Categoría    | 7.      |              |
| 1980/81 | 1ª Categoría    | 13.     |              |
| 1981/82 | 1ª Categoría    | 14.     |              |
| 1982/83 | 1ª Categoría    | 6.      |              |
| 1983/84 | 1ª Categoría    | 3.      |              |
| 1984/85 | 1ª Categoría    | 3.      |              |
| 1985/86 | Preferente      | 15.     |              |
| 1986/87 | Preferente      | 5.      |              |
| 1987/88 | 3ª              | 12.     |              |
| 1988/89 | 3ª              | 8.      |              |
| 1989/90 | 3ª              | 10.     |              |

| Sezon   | Liga       | Miejsce | Puchar Króla |
| ------- | ---------- | ------- | ------------ |
| 1990/91 | 3ª         | 14.     |              |
| 1991/92 | 3ª         | 18.     |              |
| 1992/93 | 3ª         | 20.     |              |
| 1993/94 | Regional   | 4.      |              |
| 1994/95 | Regional   | 2.      |              |
| 1995/96 | 3ª         | 17.     |              |
| 1996/97 | Regional   | 1.      |              |
| 1997/98 | 3ª         | 16.     |              |
| 1998/99 | 3ª         | 11.     |              |
| 1999/00 | 3ª         | 12.     |              |
| 2000/01 | 3ª         | 14.     |              |
| 2001/02 | 3ª         | 3.      |              |
| 2002/03 | 3ª         | 2.      |              |
| 2003/04 | 3ª         | 4.      |              |
| 2004/05 | 2ªB        | 19.     |              |
| 2005/06 | 3ª         | 12.     |              |
| 2006/07 | 3ª         | 7.      |              |
| 2007/08 | 3ª         | 2.      |              |
| 2008/09 | 2ªB        | 17.     |              |
| 2009/10 | 3ª         | 7.      |              |
| 2010/11 | 3ª         | 16.     |              |
| 2011/12 | 3ª         | 18.     |              |
| 2012/13 | Preferente | 6.      |              |
| 2013/14 | Preferente | 2.      |              |
| 2014/15 | 3ª         | 2.      |              |
| 2015/16 | 3ª         |         |              |

- 2 sezonów w Segunda División B
- 20 sezony w Tercera División